# Offlanges
Offlanges és un municipi francès situat al departament del Jura i a la regió de Borgonya - Franc Comtat. L'any 2007 tenia 194 habitants.

## Demografia

### Població
El 2007 la població de fet d'Offlanges era de 194 persones. Hi havia 80 famílies de les quals 20 eren unipersonals (8 homes vivint sols i 12 dones vivint soles), 36 parelles sense fills i 24 parelles amb fills.
La població ha evolucionat segons el següent gràfic:
Habitants censats

### Habitatges
El 2007 hi havia 117 habitatges, 83 eren l'habitatge principal de la família, 27 eren segones residències i 7 estaven desocupats. 99 eren cases i 18 eren apartaments. Dels 83 habitatges principals, 60 estaven ocupats pels seus propietaris, 20 estaven llogats i ocupats pels llogaters i 3 estaven cedits a títol gratuït; 1 tenia dues cambres, 9 en tenien tres, 23 en tenien quatre i 50 en tenien cinc o més. 69 habitatges disposaven pel capbaix d'una plaça de pàrquing. A 35 habitatges hi havia un automòbil i a 43 n'hi havia dos o més.

### Piràmide de població
La piràmide de població per edats i sexe el 2009 era:
| Homes | Edats   | Dones |
| ----- | ------- | ----- |
| 0     | 95 o +  | 0     |
| 0     | 90 a 94 | 0     |
| 0     | 85 a 89 | 8     |
| 0     | 80 a 84 | 0     |
| 4     | 75 a 79 | 4     |
| 0     | 70 a 74 | 4     |
| 8     | 65 a 69 | 4     |
| 0     | 60 a 64 | 8     |
| 12    | 55 a 59 | 0     |
| 0     | 50 a 54 | 8     |
| 16    | 45 a 49 | 12    |
| 8     | 40 a 44 | 8     |
| 12    | 35 a 39 | 12    |
| 0     | 30 a 34 | 4     |
| 0     | 25 a 29 | 0     |
| 0     | 20 a 24 | 0     |
| 16    | 15 a 19 | 0     |
| 20    | 10 a 14 | 4     |
| 12    | 5 a 9   | 4     |
| 0     | 0 a 4   | 4     |

## Economia
El 2007 la població en edat de treballar era de 118 persones, 91 eren actives i 27 eren inactives. De les 91 persones actives 86 estaven ocupades (52 homes i 34 dones) i 5 estaven aturades (1 home i 4 dones). De les 27 persones inactives 10 estaven jubilades, 7 estaven estudiant i 10 estaven classificades com a «altres inactius».

### Ingressos
El 2009 a Offlanges hi havia 83 unitats fiscals que integraven 205,5 persones, la mediana anual d'ingressos fiscals per persona era de 18.233 €.

### Activitats econòmiques
Dels 5  establiments que hi havia el 2007, 1 era d'una empresa extractiva, 2 d'empreses de construcció, 1 d'una empresa financera i 1 d'una empresa classificada com a «altres activitats de serveis».
L'únic servei als particulars que hi havia el 2009 era un guixaire pintor.
L'any 2000 a Offlanges hi havia 4 explotacions agrícoles que ocupaven un total de 260 hectàrees.

## Equipaments sanitaris i escolars
El 2009 hi havia una escola elemental integrada dins d'un grup escolar amb les comunes properes formant una escola dispersa.

## Poblacions més properes
El següent diagrama mostra les poblacions més properes.